# Hasselbach (Sinsheim)
Hasselbach ist ein Dorf im Süden des Rhein-Neckar-Kreises in Baden-Württemberg, das seit 1971 zu Sinsheim gehört.

## Geschichte

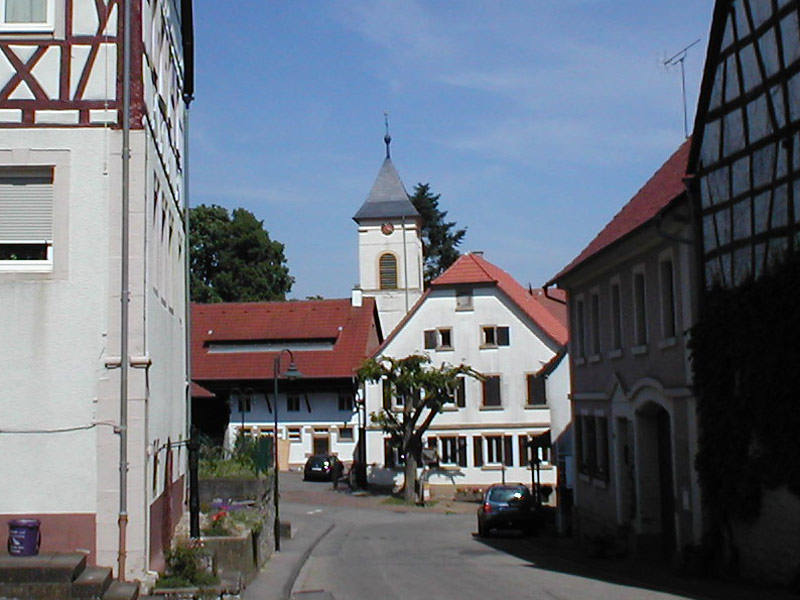
Ortsmitte von Hasselbach, Blick von Westen zur Kirche

Hasselbach tritt 1325 das erste Mal in einer Urkunde als „Haselach“ in Erscheinung. Lange Zeit wurde der Ort mit einer Urkundenabschrift im Lorscher Codex aus dem Jahr 775 beziehungsweise 776 in Verbindung gebracht. Die dort genannte „haselaher marca“ bezieht sich allerdings eindeutig auf den Ort Haslach bei Herrenberg. Der Ort Hasselbach war seit um 1400 bis 1806 in ritterschaftlichem Besitz der Herren von Helmstatt, die den Ort 1556 reformierten. Nach der Mediatisierung der Reichsritterschaft 1806 gehörte Hasselbach als selbstständige Gemeinde zu Baden. Im Verlauf des 19. Jahrhunderts hatte der rein landwirtschaftlich geprägte Ort Hasselbach, wie auch andere Gemeinden im Umkreis, Verpflegung für durchziehende oder für die jährlich zum Manöver einquartierten badischen Truppen zu liefern. Die Industrialisierung wirkte sich nicht auf Hasselbach aus und der Ort wuchs auch nur sehr langsam. 1939 wurden 174 Einwohner gezählt, Ende 1945 waren es 212. Zwischen 1911 und 1961 wurde kein neues Haus gebaut. Die nach dem Zweiten Weltkrieg einquartierten Evakuierten und Flüchtlinge fanden keine Erwerbsmöglichkeiten vor Ort und zogen in andere Orte weiter. 1957 wurden 230 Einwohner gezählt. Hasselbach wurde am 1. Dezember 1971 nach Sinsheim eingemeindet. Im späten 20. Jahrhundert ging die Landwirtschaft im Ort auf nur noch wenige Vollerwerbslandwirte zurück, so dass Hasselbach inzwischen überwiegend ein Wohnort für Pendler der umliegenden Orte ist. Heute leben etwa 320 Menschen in Hasselbach.
Im Jahr 2025 feiert Hasselbach 700-jähriges Jubiläum.

## Religionen
Der Ort wurde 1556 durch Philipp von Helmstatt reformiert und erhielt zu dieser Zeit auch eine erste Kirche, die von der Mutterkirche in Adersbach aus betreut wurde. Der Ort war bis in die jüngste Vergangenheit überwiegend evangelisch geprägt. Seit 1700 ist die Mennonitengemeinde in Hasselbach nachgewiesen.

## Wappen
Die Blasonierung des ehemaligen Gemeindewappens lautet: In Silber aus einem erniedrigten blauen Wellenbalken hervorwachsend eine grüne Haselstaude. Haselstrauch und Bach weisen auf den Ortsnamen hin. Der Ort hatte bis 1900 kein Wappen, im Gemeindesiegel wurden zuvor lediglich die Buchstaben „H.B.“ verwendet. Das Gemeindewappen wurde 1901 vom Generallandesarchiv entworfen.

## Bauwerke

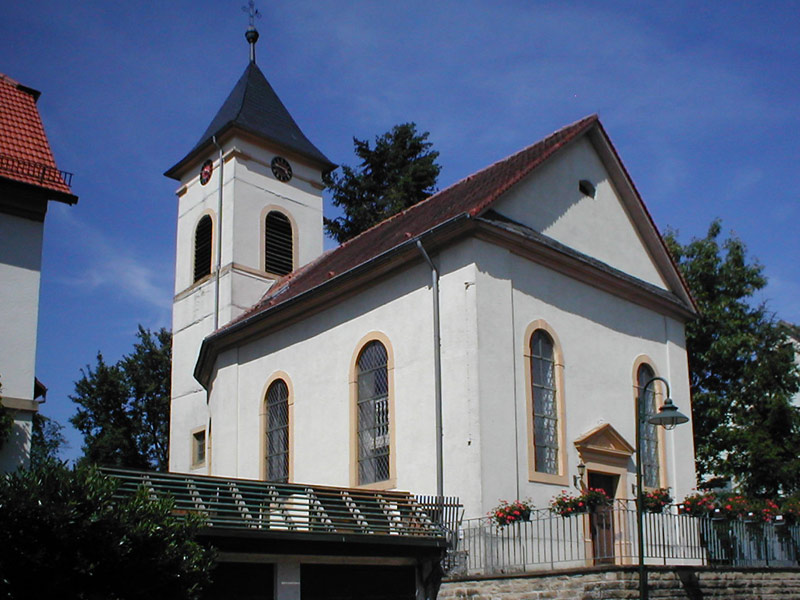
Evangelische Kirche

- Die Evangelische Kirche wurde 1810 anstelle eines Vorgängerbaus von 1556 errichtet. Die Kirche war der erste Kirchenbau des Architekten Christoph Arnold, der zu dieser Zeit Residenzbaumeister in Karlsruhe und Mitarbeiter von Friedrich Weinbrenner war.[6]
- Das alte Schul- und Rathaus stammt von 1840
- Im Ort sind zahlreiche bäuerliche Anwesen aus dem 19. Jahrhundert erhalten, darunter das stattliche Fachwerkbau des Anwesens Bauer in der Grundstraße von 1807 sowie das Anwesen Schreck bei der Kirche von 1837. Das Fachwerkgebäude „Am Brechloch“ stammt vermutlich von 1667 und gilt als ältestes erhaltenes Gebäude des Dorfes. Es diente zeitweilig als Rentamt, Rathaus und Schulhaus sowie für Gottesdienste, wird jedoch inzwischen als Wohnhaus genutzt. Darüber hinaus gibt es weitere ältere Anwesen mit Zierfachwerk, den historischen Gasthof „Lamm“, Nebengebäude und Brunnen.
- Die Mennonitenkirche besteht aus dem ursprünglichen „Betsaal“ von 1846, der 1984 um einen flachen Anbau erweitert wurde.

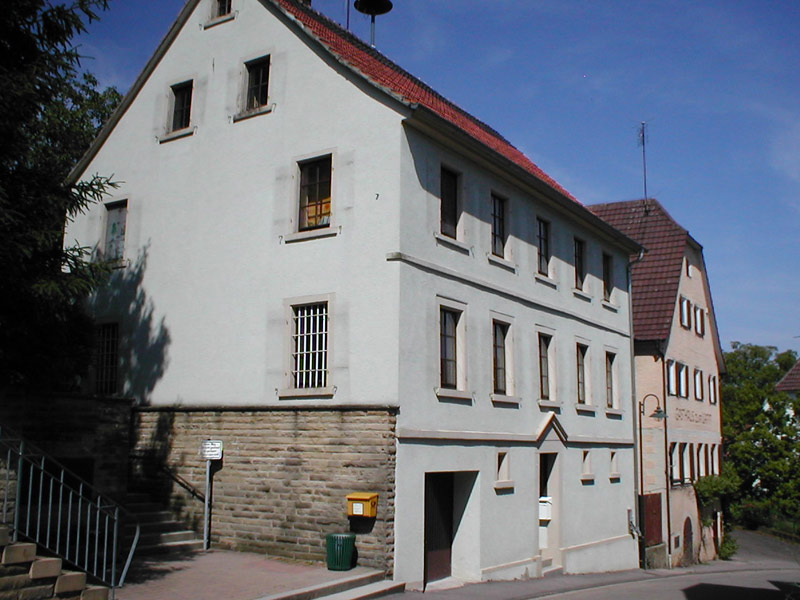
Schul- und Rathaus
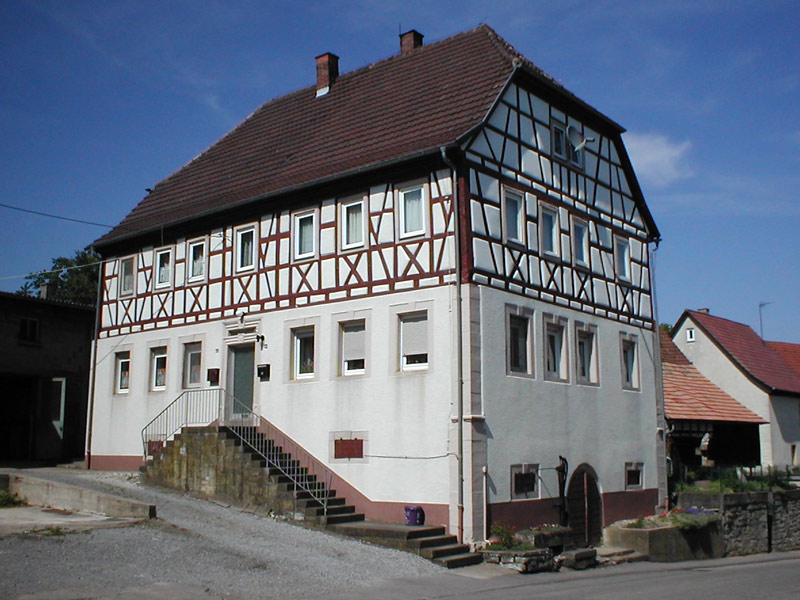
Hist. Anwesen Bauer
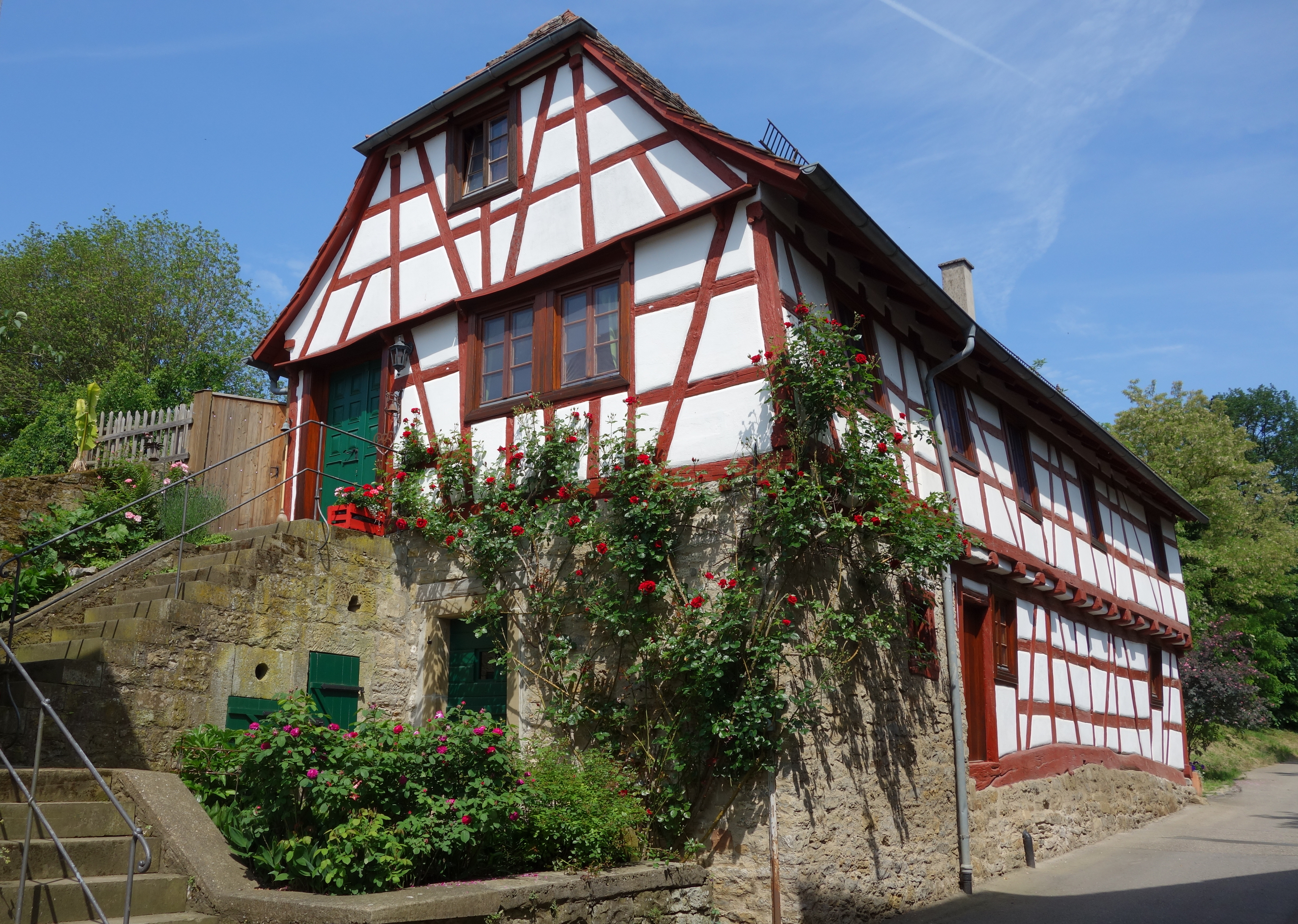
Ältestes Gebäude „am Brechloch“
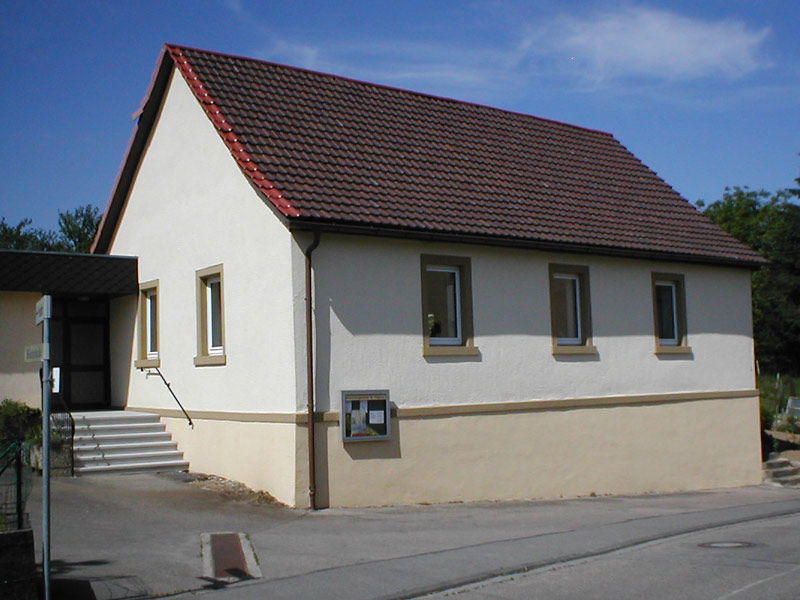
Mennonitenkirche